# Madeleine Boll
Pour les articles homonymes, voir Boll.
Madeleine Boll, née le 8 juillet 1953 à Granges, est une footballeuse internationale suisse. Elle est considérée comme l'une des pionnières de ce sport dans son pays.

## Biographie
Madeleine Boll naît le 8 juillet 1953 à Granges, dans le canton du Valais.
Intéressée très tôt par le football, elle intègre à 12 ans l'équipe des juniors du FC Sion. En 1965, elle participe à un match opposant cette équipe à celle de club turc de  Galatasaray lors d'un lever de rideau du match de coupe d'Europe opposant ces deux clubs. La médiatisation de ce dernier a pour conséquence le retrait de sa licence,.
Elle joue alors de 1966 à 1968 à Lausanne dans le canton de Vaud dans des tournois écoliers.
À l'âge de 17 ans, elle se rend en Italie où elle joue pendant cinq ans, d'abord à Milan. Ses performances lui valent le surnom de « Montagna blonda » (« La montagne blonde »). En 1975, elle revient jouer en Suisse, avec l'équipe féminine du FC Sion, remportant la coupe de Suisse en 1977.

## Hommages
En mai 2025, le FC Granges, le club de l'ancienne commune de Granges dans le canton du Valais, renomme son stade, appelé jusque-là stade du Pré de Savioz, en Stade Madeleine Boll.
La mascotte du Championnat d'Europe féminin de football 2025, Maddli, est nommée en son honneur.